# 布達爾基 (丘胡伊夫區)
50°23′27″N 37°25′20″E / 50.39083°N 37.42222°E
布達爾基（烏克蘭語：Бударки）是位於烏克蘭東部的村莊，由哈爾科夫州丘胡伊夫区的沃夫昌斯克市鎮負責管轄。該村距離沃夫恰河1公里，始建於1850年，面積0.5平方公里，海拔高度130米，2001年人口253。